# Toomas Hendrik Ilves
Toomas Hendrik Ilves (født 26. december 1953 i Stockholm) er en estisk politiker og Estlands præsident fra 2006 til 2016. Ilves er søn af estiske flygtninge og voksede op i USA. Ilves har studeret psykologi og efter fuldførelsen af studierne arbejdede han blandt andet som journalist for Radio Free Europe.
Efter Estlands løsrivelse fra Sovjetunionen blev Ilves landets ambassadør i USA og senere Mexico og han har også været estisk udenrigsminister. Ilves tiltrådte som Estlands præsident den 9. oktober 2006.

## Æresbevisninger
Toomas Hendrik Ilves er siden den 30. marts 2009 Kommandør af Storkorset af Trestjerneordenen.